# Eric Comrie
Eric Comrie, född 6 juli 1995, är en kanadensisk professionell ishockeymålvakt som är kontrakterad till Buffalo Sabres i NHL och spelar för Rochester Americans i AHL.
Han har tidigare spelat för Winnipeg Jets, Detroit Red Wings och New Jersey Devils i NHL; St. John's Icecaps, Tucson Roadrunners och Manitoba Moose i AHL samt Tri-City Americans i WHL.
Comrie draftades av Winnipeg Jets i andra rundan i 2013 års draft som 59:e spelare totalt.

## Privatliv
Eric Comrie är yngre bror till Mike Comrie och Paul Comrie som båda spelade i NHL.